# ナフタリ・テム
ナフタリ・テム(Naftali Temu、1945年4月20日 - 2003年3月10日)は、ケニアの陸上競技選手。1968年メキシコオリンピック男子10000mの金メダリストである。
テムは、1966年のコモンウェルスゲームズの6マイル走で、世界記録保持者のオーストラリアのロン・クラークを下しその名を知られるようになる。
テムは、2年後の1968年メキシコシティーオリンピックに出場。10000m決勝では、エチオピアのマモ・ウォルデとともにラスト400mに突入。まずウォルデがリードするが、残り50mのところでテムがウォルデを抜き去り、ついに金メダルを獲得した。4日後、5000mにも出場し、チュニジアのモハメド・ガムーディ(Mohammed Gammoudi)とケニアのキプチョゲ・ケイノ(Kip Keino)に惜しくも敗れるも銅メダルを獲得している。さらに、マラソンにも出場。このレースでもウォルデらと激しい競争を繰り広げるも、テムは30キロを過ぎると次第に遅れて行き、19位に終わっている。
その後のテムの成績は、下降線をたどる一方で、1970年のコモンウェルスゲームズの10000mは19位。さらに1972年ミュンヘンオリンピックの10000mでは予選落ちという結果に終わっている。

## 主な実績
| 年   | 大会             | 場所                     | 種目   | 結果 | 記録      |
| ---- | ---------------- | ------------------------ | ------ | ---- | --------- |
| 1965 | アフリカ競技大会 | ラゴス(ナイジェリア)     | 5000m  | 2位  | 13分58秒4 |
| 1968 | オリンピック     | メキシコシティ(メキシコ) | 5000m  | 3位  | 14分6秒4  |
| 1968 | オリンピック     | メキシコシティ(メキシコ) | 10000m | 1位  | 29分27秒4 |